# آزوالد دورند

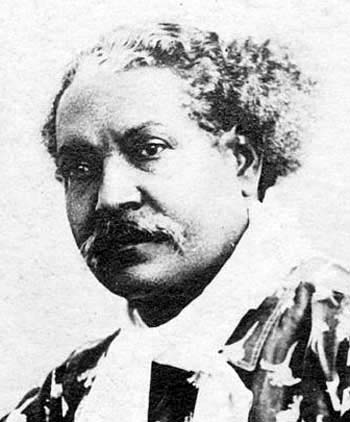
آزوالد دورند شاعر هائیتی

آزوالد دورند (به فرانسوی: Oswald Durand) (۱۷ سپتامبر ۱۸۴۰–۲۲ آوریل ۱۹۰۶) از شاعران و سیاست‌مداران کشور هائیتی بود.
جایگاه دورند برای ادبیات هائیتی را هماند جایگاه شکسپیر برای انگلستان و دانته برای ایتالیا دانسته‌اند.
از مهم‌ترین آثارش می‌توان به شعر شوکون (Choucoune) در ستایش زیبایی زنان هائیتی و نغمه ملی (Chant National) اشاره کرد.
سورد ملی شعری تاریخی و غزل‌گونه است که محبوبیت آن در هائیتی به حد محبوبیت سرود ریاست‌جمهوری رسید.
آزوالد دورند در کاپ-هائیتین به دنیا آمد و تا زمان انتخاب شدنش به عنوان عضو کنگره در سال ۱۸۸۵، به پیشه آموزگاری مشغول بود.
وی در سمت عضو کنگره شش بار انتخاب مجدد شد.
دورند در چندین روزنامه و گاهنامه به عنوان نویسنده، مشاور، و در چند مورد مؤسس فعالیت داشت.

## آثار اصلی
- Rires et Pleurs - انتشار: ۱۸۹۷
- Choucoune - انتشار: ۱۸۸۳
- Chant National
- Ces Allemands - انتشار: ۱۴ ژوئن ۱۸۷۲
- Pantoum Triste
- La Mort de nos Cocotiers